# New Braunfels, Texas
New Braunfels ( /ˈbrɔːnfəlz/ BRAWN-fəlz ) este un oraș în comitatele Comal și Guadalupe din statul american Texas. Este reședința comitatului Comal. Orașul se întinde pe 44,9 mile pătrate (116 km2) și avea o populație de 90.403 locuitori la recensământul din 2020. O suburbie la nord de San Antonio și parte a zonei metropolitane Greater San Antonio⁠(d), a fost al treilea oraș cu cea mai rapidă creștere din Statele Unite între 2010 și 2020. Începând cu 2022, Biroul de Recensământ al SUA estimează populația sa la 104.707.
New Braunfels este cunoscut pentru moștenirea sa germană texană⁠(d).

## Istorie
New Braunfels a fost înființat în 1845 de către Prințul Carl de Solms-Braunfels, comisar general al Mainzer Adelsverein, cunoscut și ca Societatea Nobililor. Prințul Carl a numit așezarea în onoarea localității sale natale din Solms-Braunfels, Germania.
Societatea Nobilimii a organizat sute de persoane din Germania pentru a se stabili în Texas. Imigranții din Germania au început să sosească la Galveston în iulie 1844. Majoritatea au călătorit apoi cu vaporul până la Indianola în decembrie 1844 și au început călătoria pe uscat până la concesiunea de pământ Fisher-Miller cumpărată de prințul Carl. La îndemnul lui John Coffee Hays, care și-a dat seama că coloniștii nu vor avea timp să construiască case și să planteze recolte mai departe în interior înainte de iarnă, și deoarece coloniștii germani călătoreau în interior de-a lungul râului Guadalupe, s-au oprit lângă Comal Springs. Prințul Carl a cumpărat două leghe de pământ de la Rafael Garza și Maria Antonio Veramendi Garza pentru 1,111.00 dolari.
Terenul era situat la nord-est de San Antonio pe El Camino Real de los Tejas și avea izvoarele puternice de apă dulce Comal Springs, cunoscute sub numele de Las Fontanas, la sosirea germanilor. Era cam la jumătatea distanței dintre Indianola și porțiunile inferioare ale concesiunii Fisher-Miller. Primii coloniști au traversat Râul Guadalupe în Vinerea Mare, pe 21 martie 1845, în apropierea podului de astăzi de pe strada Faust.

## Geografie
New Braunfels este situat în sud-estul comitatului Comal. Orașul se află la 32 mile (51 km) nord-est de Downtown San Antonio, 19 mile (31 km) sud-vest de San Marcos și 48 mile (77 km) sud-vest de Austin.
Conform United States Census Bureau, New Braunfels are o suprafață totală de 44,9 square milei (116,4 km2), din care 44,4 square milei (115,1 km2) este teren și 0,5 square milei (1,3 km2), sau 0.91%, este acoperit de apă. Orașul este situat de-a lungul Faliei Balcones, unde Texas Hill Country se întâlnește cu pajiștile. De-a lungul faliei din oraș, un șir de izvoare arteziene cunoscute sub numele de Comal Springs dă naștere râului Comal, care este cunoscut ca unul dintre cele mai scurte râuri din lume, deoarece șerpuiește 3 mile (5 km) prin oraș înainte de a se întâlni cu râul Guadalupe.

### Gruene
Districtul istoric Gruene este situat în limitele orașului New Braunfels. Fondată de fiii coloniștilor Ernst și Antoinette Gruene, comunitatea avea o bancă, oficiu poștal, școală, magazin general, depozit de cherestea, moară, sală de dans și egrenator de bumbac. De asemenea, avea acces la două căi ferate pentru transportul baloților de bumbac. Cel mai faimos atribut al său era sala de dans, o activitate de familie în acele zile. Din cauza eșecului recoltei de bumbac din cauza insectelor, și a falimentului băncilor după 1929, activitatea comercială a încetinit. Acest sat este acum un district istoric înregistrat la nivel național, unde se poate lua masa în ruinele morii originale sau se poate asculta muzică live la Gruene Hall.

### Climă
New Braunfels se confruntă cu o climă subtropicală umedă, cu veri calde și umede și ierni în general blânde. Temperaturile variază de la 83 °F (27,8 °C) vara la 49 °F (9,4 °C) iarna.
Orașul se încadrează în zone de rezistență a plantelor la frig al USDA 8b (15 °F până la 20 °F) și 9a (20 °F până la 25 °F). New Braunfels și San Antonio, 32 mile (51 km) la sud-vest, sunt unele dintre cele mai predispuse regiuni la inundații din America de Nord. Inundațiile din octombrie 1998 din centrul Texasului au fost printre cele mai costisitoare inundații din istoria Statelor Unite, provocând pagube de 750 de milioane de dolari și 32 de decese. În 2002, între 30 iunie și 7 iulie, 35 in (890 mm) de ploaie a căzut în zonă, provocând inundații pe scară largă și 12 decese.
În New Braunfels, iulie și august sunt la egalitate cele mai calde luni, cu o medie a maximelor de 95 °F (35 °C). Mai, iunie și octombrie primesc mult mai multe precipitații decât restul anului. Precipitațiile medii anuale au fost de 35,74 inches (908 mm).
| Date climatice pentru New Braunfels, Texas | Date climatice pentru New Braunfels, Texas | Date climatice pentru New Braunfels, Texas | Date climatice pentru New Braunfels, Texas | Date climatice pentru New Braunfels, Texas | Date climatice pentru New Braunfels, Texas | Date climatice pentru New Braunfels, Texas | Date climatice pentru New Braunfels, Texas | Date climatice pentru New Braunfels, Texas | Date climatice pentru New Braunfels, Texas | Date climatice pentru New Braunfels, Texas | Date climatice pentru New Braunfels, Texas | Date climatice pentru New Braunfels, Texas | Date climatice pentru New Braunfels, Texas |
| Luna                                       | Ian                                        | Feb                                        | Mar                                        | Apr                                        | Mai                                        | Iun                                        | Iul                                        | Aug                                        | Sep                                        | Oct                                        | Nov                                        | Dec                                        | Anual                                      |
| ------------------------------------------ | ------------------------------------------ | ------------------------------------------ | ------------------------------------------ | ------------------------------------------ | ------------------------------------------ | ------------------------------------------ | ------------------------------------------ | ------------------------------------------ | ------------------------------------------ | ------------------------------------------ | ------------------------------------------ | ------------------------------------------ | ------------------------------------------ |
| Maxima istorică °F (°C)                    | 89 (32)                                    | 98 (37)                                    | 100 (38)                                   | 105 (41)                                   | 103 (39)                                   | 110 (43)                                   | 110 (43)                                   | 110 (43)                                   | 112 (44)                                   | 100 (38)                                   | 94 (34)                                    | 91 (33)                                    | 112 (44)                                   |
| Maxima medie °F (°C)                       | 62 (17)                                    | 67 (19)                                    | 74 (23)                                    | 80 (27)                                    | 86 (30)                                    | 91 (33)                                    | 95 (35)                                    | 95 (35)                                    | 90 (32)                                    | 82 (28)                                    | 71 (22)                                    | 64 (18)                                    | 79,8 (26,5)                                |
| Media zilnică °F (°C)                      | 49 (9)                                     | 53 (12)                                    | 60 (16)                                    | 66 (19)                                    | 74 (23)                                    | 80 (27)                                    | 83 (28)                                    | 83 (28)                                    | 78 (26)                                    | 69 (21)                                    | 59 (15)                                    | 51 (11)                                    | 67,1 (19,5)                                |
| Minima medie °F (°C)                       | 37 (3)                                     | 41 (5)                                     | 46 (8)                                     | 53 (12)                                    | 62 (17)                                    | 68 (20)                                    | 71 (22)                                    | 70 (21)                                    | 65 (18)                                    | 55 (13)                                    | 46 (8)                                     | 39 (4)                                     | 54,4 (12,5)                                |
| Minima istorică °F (°C)                    | 2 (−17)                                    | 8 (−13)                                    | 17 (−8)                                    | 29 (−2)                                    | 37 (3)                                     | 46 (8)                                     | 59 (15)                                    | 58 (14)                                    | 43 (6)                                     | 24 (−4)                                    | 18 (−8)                                    | 2 (−17)                                    | 2 (−17)                                    |
| Precipitații inches (mm)                   | 1.88 (47.8)                                | 1.98 (50.3)                                | 2.04 (51.8)                                | 2.72 (69.1)                                | 5.01 (127.3)                               | 4.81 (122.2)                               | 1.99 (50.5)                                | 2.32 (58.9)                                | 3.46 (87.9)                                | 4.38 (111.3)                               | 2.71 (68.8)                                | 2.44 (62)                                  | 35,74 (907,8)                              |
| Sursă: The Weather Channel                 |                                            |                                            |                                            |                                            |                                            |                                            |                                            |                                            |                                            |                                            |                                            |                                            |                                            |

## Demografie

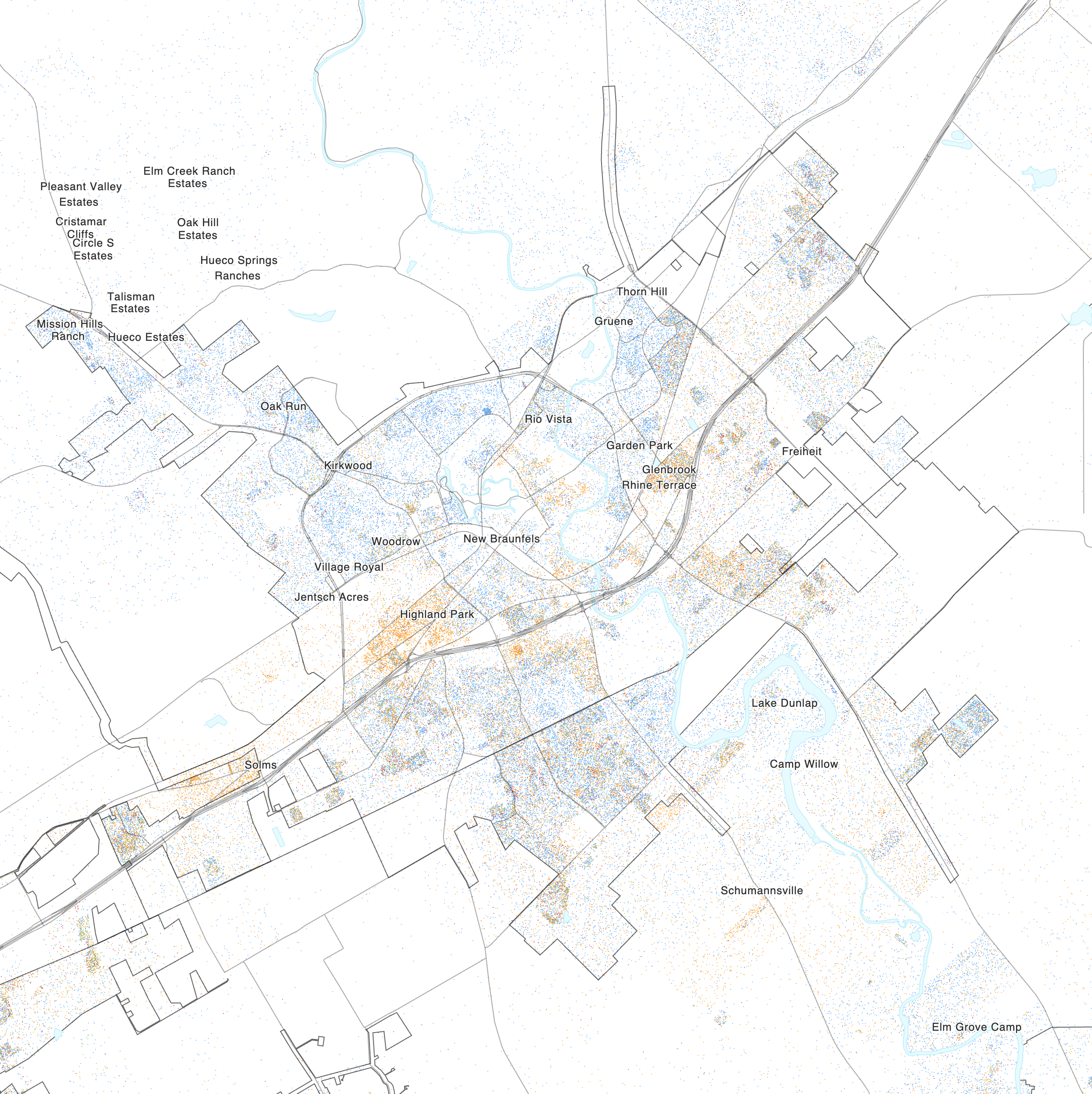
Harta distribuției rasiale în New Braunfels, recensământul SUA din 2020. Fiecare punct reprezintă o persoană:
Alb
Afro-american
Asiatic
Hispanic
Multirasial
Nativ American/Altele

La recensământul din 2000, în oraș locuiau 36.494 de persoane, 13.558 de gospodării și 9.599 de familii. Densitatea populației era de  1.247,7 locuitori pe milă pătrată (481,7 loc./km2). Cele 14.896 de unități locative aveau o medie de 509.3 per square mile (196.6/km2). Componența rasială ofa orașului era de 84,30% albi, 1,37% afro-americani, 0,55% nativi americani, 0,58% asiatici, 0,03% insular din Pacific, 10,93% din alte rase și 2,24% din două sau mai multe rase. Hispanicii sau latinii de orice rasă au reprezentat 34,52% din populație.
Pentru anul 2015, New Braunfels a fost numit al doilea oraș cu cea mai rapidă creștere din SUA, cu o populație de 50.000 de locuitori sau mai mult, conform estimărilor U.S. Census Bureau.
În 2019, American Community Survey a stabilit că existau 90.209 locuitori, cu 56,4% mai mulți față de 2010 U.S. census care a stabilit că populația era de 57.740. Densitatea populației era de 1.316,1 persoane pe milă pătrată. În 2019, componența rasială și etnică a orașului New Braunfels era de 60,4% albi nehispanici, 2,0% negri sau afro-americani, 0,4% americani indieni sau nativi din Alaska, 1.5% Asiatici, 2,1% din două sau mai multe rase și 34,4% Hispanici sau latino-americani de orice rasă. Până în 2020, populația sa a crescut la 90.403 locuitori.

## Economie
Companiile cu sediul în New Braunfels includ Rush Enterprises și Schlitterbahn.

## Recreere și turism

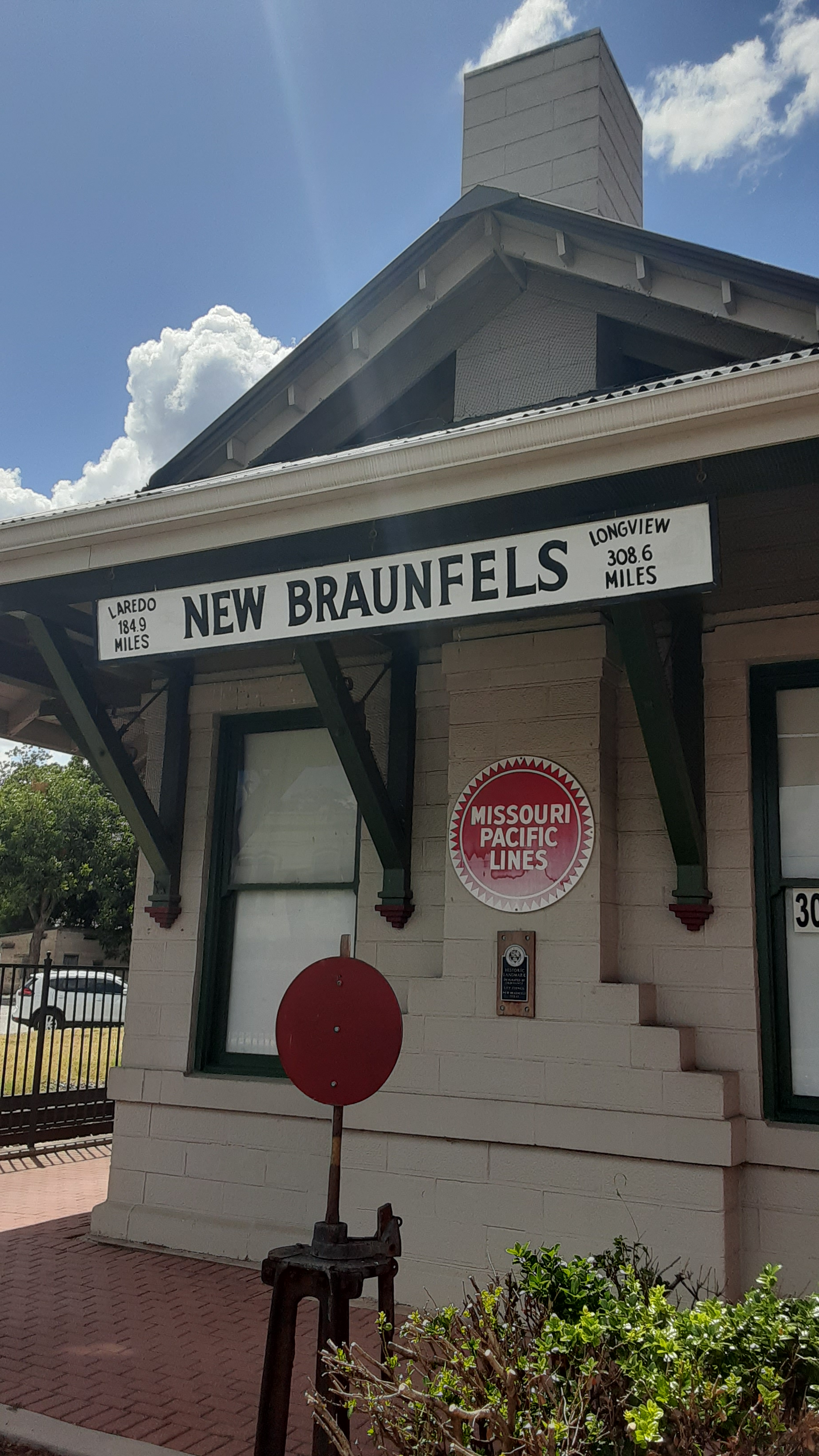
New Braunfels Railroad Museum

Orașul organizează „Wurstfest”, un festival al cârnaților în stil german, în fiecare noiembrie, bazându-se pe puternica moștenire germană a orașului. În fiecare decembrie, orașul sărbătorește Wassailfest în centrul istoric.